# 15 Broad Street
15 Broad Street (antes conocido como Equitable Trust Building) es un antiguo edificio de oficinas en el Distrito Financiero del Lower Manhattan, en la ciudad de Nueva York (Estados Unidos), que ha sido remodelado y ahora contiene apartamentos de lujo. Está ubicado en el lado este de Broad Street entre Wall Street y Exchange Place con entradas en 51 Exchange Place y 37 Wall Street. En 1931, hizo la lista de los 20 edificios de oficinas más grandes del mundo. Fue diseñado por el estudio de arquitectura Trowbridge & Livingston.

## Historia

### Construcción: 1928
El edificio fue construido en estilo neoclásico para la Equitable Trust Company y, por lo tanto, se llamó Equitable Trust Building Reemplazando el edificio Mills y otro edificio en el sitio, se completó en 1928. Equitable Trust Co. era una de las unidades de las organizaciones del Chase National Bank, una de las instituciones bancarias más grandes y poderosas del mundo en ese momento. El bufete de abogados Davis Polk & Wardwell estaba ubicado en el edificio predecesor de alrededor de 1889 y se mudó cuando fue demolido, pero regresó a la dirección en el edificio recién terminado y permaneció allí hasta 1959.
Los arquitectos fueron Trowbridge & Livingston, quienes también dibujaron planes para Bankers Trust Co., la extensión de la Bolsa de Nueva York, Bank of America, y el edificio adyacente J. P. Morgan & Company del Equitable Trust Building en el 23 de Wall Street en 1915. El constructor fue Thompson-Starrett Co., el agente Douglas Cruikshank.

### Primera remodelación
Posteriormente, la estructura fue comprada y remodelada como sede de Morgan Guaranty Trust Company, precursora de J. P. Morgan Chase & Company. En 1957, el edificio se vinculó al vecino 23 de Wall Street.

### 2003 remodelación por Philippe Starck
15 Broad Street junto con 23 Wall Street fueron compradas por A. I. & Boymelgreen de Brooklyn en 2003 por 100 millones de dólares, después de que se eliminaran los planes para derribar el edificio para dar paso a un nuevo edificio de la bolsa de valores. El edificio se convirtió en un desarrollo de condominios de lujo llamado Downtown, diseñado por Philippe Starck junto con el arquitecto del proyecto Ismael Leyva y el desarrollador A.I. & Boymelgreen. La remodelación se completó en mayo de 2007.
La lámpara estilo Luis XV original de 1900 piezas que solía colgar en el salón principal del 23 Wall Street de J. P. Morgan fue regalado por Morgan para exhibirlo en el vestíbulo de 15 Broad Street. Según el arquitecto Phlippe Starck, muchas piezas provenían de Austria-Hungría antes de la Primera Guerra Mundial y han sido identificadas por él como cristal de Swarovski.
Starck convirtió el techo de 23 Wall en un jardín de 460 m² con piscina para niños y área de comedor, accesible para los residentes del desarrollo.

## Diseño
El diseño del edificio tiene forma de L, envuelto alrededor de 23 Wall Street. El edificio tiene 540 pies de altura y 43 pisos. El valor supuesto en 1931 fue de 17.250.000 dólares. La fachada está hecha de piedra de ladrillo gris, mientras que la base de piedra caliza se hace eco de la fachada de la vecina 23 Wall Street.
El área de alquiler fue de 70.000 m²; el interior fue originalmente equipado con lujo.